# Tom Howe
Tom Howe (Saint Louis, 5 ottobre 1949) è un ex calciatore statunitense, di ruolo centrocampista e attaccante. Nel 2004 è stato inserito nel "St. Louis Soccer Hall of Fame".

## Carriera

### Club
Si forma nella selezione calcistica della Southern Illinois University Edwardsville, di cui risulterà il miglior giocatore del 1969 e nel quale sarà inserito nel famedio dell'istituto nel 2007. Alla SIU-E giocò anche con il fratello Kevin.
Nel 1972 viene ingaggiato da St. Louis Frogs, squadra dell'American Soccer League.
Nel corso dell'anno passa al St. Louis Stars, con cui raggiunge la finale della North American Soccer League 1972, pur non giocandola, persa contro i N.Y. Cosmos.
Nelle due stagioni seguenti, Howe con gli Stars non supera la fase a gironi del torneo nordamericano.
Nella stagione 1975 passa ai Denver Dynamos, con cui ottiene il terzo posto nella Central Division della Western Division.
Nel campionato seguente passa ai Minnesota Kicks, con cui raggiunge la finale del torneo, che giocherà subentrando al sudafricano Patrick Ntsoelengoe, persa contro i canadesi dei Toronto Metros-Croatia.

### Allenatore
Lasciato il calcio giocato ha allenato varie rappresentative universitarie come i SIU-E Cougars, il WIU Leathernecks, i STLCC-Florissant Valley Fury e i Missouri State Bears.
È assistente allenatore nei St. Louis Billikens e direttore esecutivo dello sviluppo dei giocatori per il Woodson City Rangers.
Howe è stato uno dei fondatori del Scott Gallagher SC.